# Ghoria gigantea
Ghoria gigantea is een vlinder uit de familie van de spinneruilen (Erebidae). De wetenschappelijke naam van deze soort is voor het eerst voorgesteld als Lithosia gigantea door Charles Oberthür in een publicatie uit 1879.

## Verspreiding
De soort komt voor in het Russische Verre Oosten, China, Korea en Japan.

## Ondersoorten
- Ghoria gigantea gigantea (Oberthür, 1879)
- Ghoria gigantea chosengylla (Bryk, 1948)
  - = Agylla gigantea chosengylla
- Ghoria gigantea flavipennis (Inoue & Maenami, 1963)
  - = Agylla gigantea flavipennis